# Червенокрака пъструшка
Червенокраката пъструшка (Porzana fusca) е вид птица от семейство Дърдавцови (Rallidae).

## Разпространение
Видът е разпространен в Бангладеш, Бутан, Виетнам, Индия, Индонезия, Източен Тимор, Камбоджа, Китай, Лаос, Малайзия, Мианмар, Непал, Пакистан, Русия, Северна Корея, Сингапур, Тайланд, Филипините, Шри Ланка, Южна Корея и Япония.